# Pam & Tommy
Pam & Tommy je životopisný dramatický seriál z roku 2022. Seriál pojednává o životě herečky Pamely Anderson a bubeníka skupiny Mötley Crüe Tommyho Lee. Hlavní role ztvárnili Lily James a Sebastian Stan, v dalších se objevili Seth Rogen, Taylor Schilling a Nick Offerman. Natáčení seriálu probíhalo od dubna do července 2021 v Los Angeles.
Osmidílný seriál byl ve Spojených státech zveřejněn pomocí platformy Hulu a celosvětově prostřednictvím streamovací služby Disney+. První tři díly měly premiéru 2. února 2022, poslední díl 8. března 2022. 

## O seriálu
Seriál zachycuje manželství Pamely Anderson a Tommyho Lee v době, kdy byla zveřejněna jejich soukromá erotická nahrávka, která byla natočena během jejich líbánek.

## Obsazení
| Lily James       | Pamela Anderson  |
| Sebastian Stan   | Tommy Lee        |
| Seth Rogen       | Rand Gauthier    |
| Taylor Schilling | Erica Gauthier   |
| Nick Offerman    | Michael Morrison |
| Pepi Sonuga      | Melanie          |
| Andrew Dice Clay | Butchie          |
| Spenser Granese  | Steve Fasanella  |
| Mozhan Marnò     | Gail Chwatsky    |
| Fred Hechinger   | Seth Warshavsky  |
| Mike Seely       | Hugh Hefner      |

## Seznam dílů
| Č. v seriálu | Původní název                      | Český název                 | Režie                 | Scénář                              | Premiéra v USA |
| ------------ | ---------------------------------- | --------------------------- | --------------------- | ----------------------------------- | -------------- |
| 1            | Drilling and Pounding              | Bušení a přirážení          | Craig Gillespie       | Robert D. Siegel                    | 2. února 2022  |
| 2            | I Love You, Tommy                  | Miluju tě, Tommy            | Craig Gillespie       | Robert D. Siegel                    | 2. února 2022  |
| 3            | Jane Fonda                         | Jane Fondová                | Craig Gillespie       | D.V. DeVincentis                    | 2. února 2022  |
| 4            | The Master Beta                    | Odborník                    | Lake Bell             | Matthew Bass a Theodore B. Bressman | 9. února 2022  |
| 5            | Uncle Jim and Aunt Susie In Duluth | Strejda s tetou z Vidlákova | Gwyneth Horder-Payton | Brooke Baker a D.V. DeVincentis     | 16. února 2022 |
| 6            | Pamela in Wonderland               | Pamela v říši divů          | Hannah Fidell         | Sarah Gubbins                       | 23. února 2022 |
| 7            | Destroyer of Worlds                | Ničitel světů               | Lake Bell             | D.V. DeVincentis                    | 2. března 2022 |
| 8            | Seattle                            | Seattle                     | Gwyneth Horder-Payton | Robert Siegel                       | 9. března 2022 |